# Luiz Ferreira Nesi
Luiz Ferreira Nesi ou simplesmente Nesi (Rio de Janeiro, 15 de novembro de 1902 — Rio de Janeiro, 19 de junho de 1967), foi um futebolista brasileiro que atuou como meio-campista.

## Carreira
Iniciou sua carreira futebolística no São Cristóvão. Após saída do São Cristóvão, o atleta defendeu o Vasco da Gama. Defendeu também a Seleção Brasileira que conquistou a Copa Roca de 1922. Pela Seleção Brasileira, fez nove jogos e não marcou nenhum gol.

## Morte
Morreu em 19 de junho de 1967 aos 64 anos de idade, internado na Colônia Juliano Moreira, no Rio de Janeiro. Ele sofria de esquizofrenia.

## Títulos
Vasco da Gama
- Campeonato Carioca: 1929

Seleção Brasileira
- Copa Roca de 1922
- Taça Rodrigues Alves: 1922